# Crn Vrv
Crn Vrv (makedonska: Црн Врв) är en ort i Nordmakedonien. Den ligger i kommunen Studeničani, i den centrala delen av landet, 21 kilometer söder om huvudstaden Skopje. Crn Vrv ligger 1 088 meter över havet och antalet invånare är 773.